# Chiatura
Chiatura (en georgiano: ჭიათურა) es una ciudad en el norte de Georgia, ubicada en el norte de la región de Imericia y capital del municipio homónimo. La ciudad es sede el arzobispado de Chiatura y desde 1879 es el mayor centro de producción de manganeso en el Cáucaso.

## Geografía
Chiatura está situado a orillas del río Kvirila, un afluente del Rioni, a 91 km de Kutaisi.

## Historia
En 1879 el poeta georgiano Akaki Tsereteli exploró la zona en busca de minerales de manganeso y hierro, descubriendo depósitos en la zona. Luego de otras intensas exploraciones se descubrió que existen varias capas de óxido, peróxido y carbonato de manganeso comercialmente explotables con espesores que varían entre 0,2 m y 16 m. El Estado creó una empresa para gestionar y explotar el enorme yacimiento, pero a partir de 1879 casi todos los campos estuvieron en manos de empresas alemanas. El saldo bruto de minerales de manganeso utilizables de todas las categorías comerciales se estima en 239 millones de toneladas, que incluyen minerales de óxido de manganeso (41,6%), minerales de carbonato (39%) y minerales de peróxido (19%). Para transportar el mineral de manganeso a la planta de ferroaleaciones de Zestaponi, la empresa desarrolló un enlace ferroviario que actualmente opera la empresa Ferrocarriles Georgianos y que está completamente electrificado. La producción de manganeso aumentó al 60% de la producción mundial en 1905. Durante el Imperio ruso, el asentamiento en el lugar de la moderna Chiatura se llamaba Kvirili hasta 1921, en honor al río del mismo nombre que atraviesa la ciudad actual.
Durante la revolución rusa de 1905, Chiatura fue el único bastión bolchevique en la Georgia mayoritariamente menchevique. Unos 3.700 mineros trabajaron 18 horas al día durmiendo en las minas, siempre cubiertos de hollín y sin ni siquiera tenían baños. Iósif Stalin los convenció de respaldar al bolchevismo durante un debate con los mencheviques, pues prefirieron su sencillo discurso de 15 minutos a la oratoria de sus rivales. Stalin puso a Vano Kiasashvili a cargo de los mineros armados. Los propietarios de las minas en realidad lo protegieron porque él a cambio los protegería de los ladrones y destruyó minas cuyos propietarios se negaron a pagar. En 1906, un tren de oro que transportaba los salarios de los mineros fue atacado por el Druzhina (Club de Expropiadores Bolcheviques) de Kote Tsintsadze; lucharon durante dos horas, mataron a un gendarme y a un soldado y robaron 21.000 rublos. Los mineros realizaron una exitosa huelga de 55 días entre junio y julio de 1913. Exigieron una jornada de ocho horas, salarios más altos y no más trabajo nocturno. La policía permitió que el POSDR liderara la huelga siempre que no hiciera ninguna exigencia política, y fueron apoyados por compañeros de huelga en Batumi y Poti. La mayor parte del mineral de manganeso exportado se procesaba en Alemania hasta 1914.
El 28 de agosto de 1924, la ciudad fue el punto de partida de la rebelión de agosto en Georgia, la última gran rebelión contra el dominio bolchevique en el sur del Cáucaso.
Los suministros de gas, agua y electricidad en Chiatura estaban colapsados desde 1992. La electricidad ha vuelto a estar disponible desde 2004. La red de tuberías de gas y agua está ahora completamente deteriorada.

## Demografía
La evolución demográfica de Chiatura entre 1939 y 2022 fue la siguiente:
| 13 926                                          | 21 521 | 29 000 | 13 835 | 12 803 | 12 280 |
| (Fuente: Population of Georgia in Soviet times) |        |        |        |        |        |

Históricamente, la población de Chiatura ha sido mayoritariamente georgiana.
|                   | 1939      | 1939       | 2014      | 2014       |
| Grupo étnico      | Población | Porcentaje | Población | Porcentaje |
| ----------------- | --------- | ---------- | --------- | ---------- |
| Georgianos        | 11 568    | 83,1%      | 12 688    | 99,10%     |
| Rusos             | 1662      | 11,9%      | 20        | 0,16%      |
| Ucranianos        | 1662      | 11,9%      | -         | -          |
| Osetios           | 35        | 0,3%       | -         | -          |
| Armenios          | 201       | 2,1%       | 69        | 0.54%      |
| Azeríes           | 16        | 0,1%       | -         | -          |
| Griegos           | 262       | 1,9%       | -         | -          |
| Judíos            | 83        | 0,6%       | -         | -          |
| Asirios           | 11        | 0,1%       | -         | -          |
| Alemanes          | 10        | 0,1%       | -         | -          |
| Lezguinos         | 4         | 0,1%       | -         | -          |
| Chechenos y kists | 1         | 0,1%       | -         | -          |
| Total             | 13 926    | 100%       | 12 803    | 100%       |

## Economía
La mina estatal de Chiatura se declaró en quiebra en la década de 1990. En 2004 fue vendida a la empresa rusa EvrazHolding por 12,5 millones de dólares.

## Infraestructura

### Arquitectura, monumentos y lugares de interés
En Chiatura se encuentran el Teatro Estatal Tsereteli y la catedral de Mgvimevi (siglos X-XI).

### Educación
En Chiatura hay 10 escuelas y una facultad de la Universidad Técnica de Georgia.

### Transporte
Debido al empinado valle del río, los trabajadores de producción pasaban mucho tiempo caminando desde la ciudad hasta las minas, reduciendo así la productividad. En 1954 se instaló un extenso sistema de teleférico para transportar a los trabajadores por el valle hasta las minas. Las 17 líneas del sistema continuaron prestando servicio a la ciudad utilizando hardware original hasta 2021. En 2017, el gobierno de Georgia comenzó a reconstruir el sistema utilizando tecnología moderna de teleférico, comenzando con la estación central de cuatro líneas. El sistema renovado se inauguró en septiembre de 2021. El sistema original de la era soviética se consideró inseguro y quedó fuera de servicio. El gobierno planea preservar sus estaciones como sitios patrimoniales.
La compañía de trenes georgianos sirve a la ciudad diariamente con dos pares de trenes que circulan entre Sachjere y Kutaisi, conectándolos con la línea principal Poti-Bakú.

## Cultura

### Cine
En 2017, Ciudad del Sol, un documental dirigido por Rati Oneli, siguió a varios ciudadanos de la ciudad.

### Deporte
El club de fútbol de la ciudad, el FC Chijura Sachjere, un club de fútbol, juega en la primera división de Georgia.

## Personas ilustres
- Grigol Abashidze (1914-1994): poeta georgiano conocido por sus obras con influencias comunistas.
- Archil Gomiashvili (1926-2005): actor georgiano conocido por su papel de Ostap Bender en la película de 1971 de Leonid Gaidái.
- Leván Gelbajiani (1997): actor y bailarín georgiano, conocido por su papel de Merab en la película dramática And Then We Danced.

## Galería

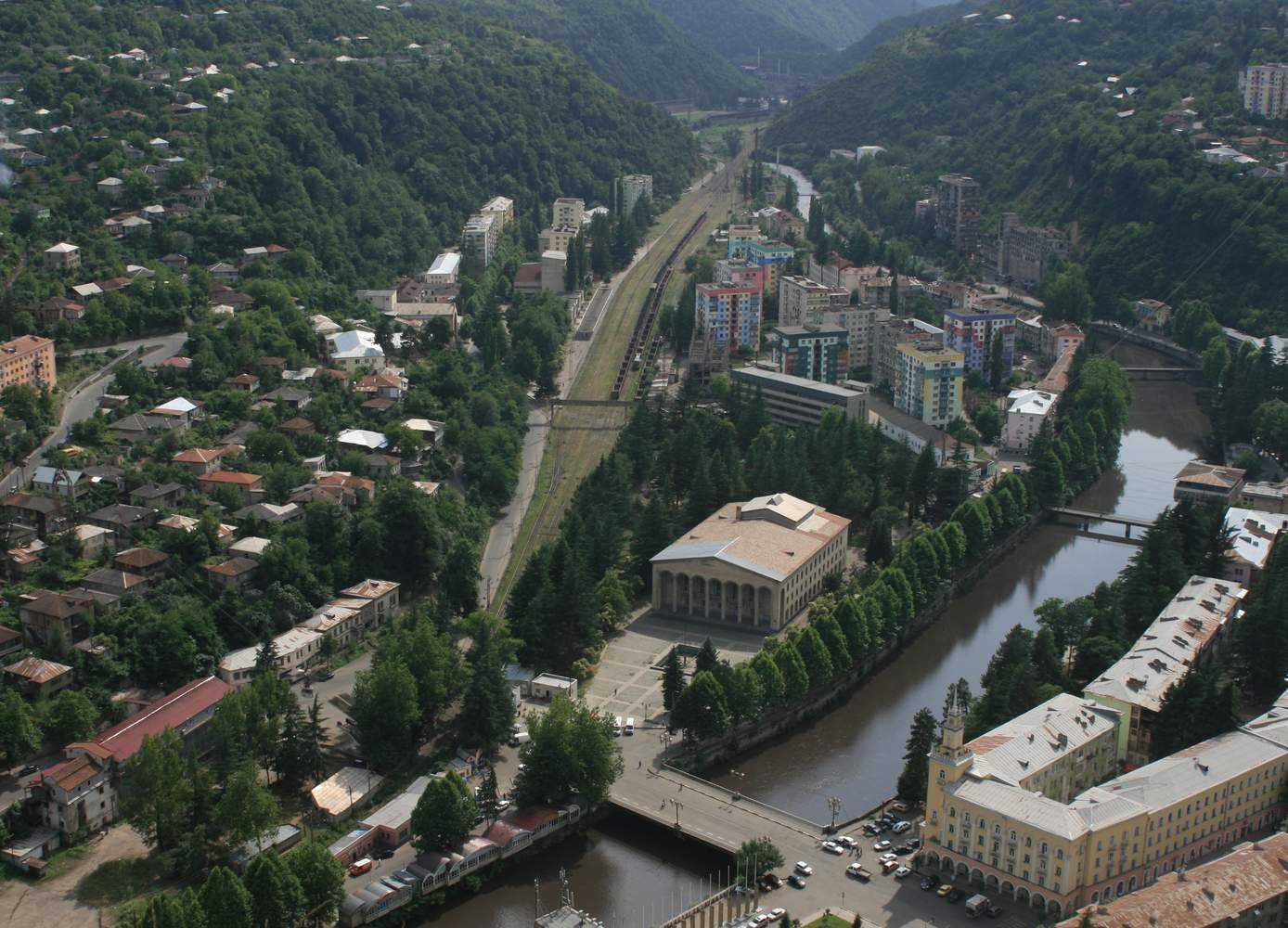
Centro de Chiatura
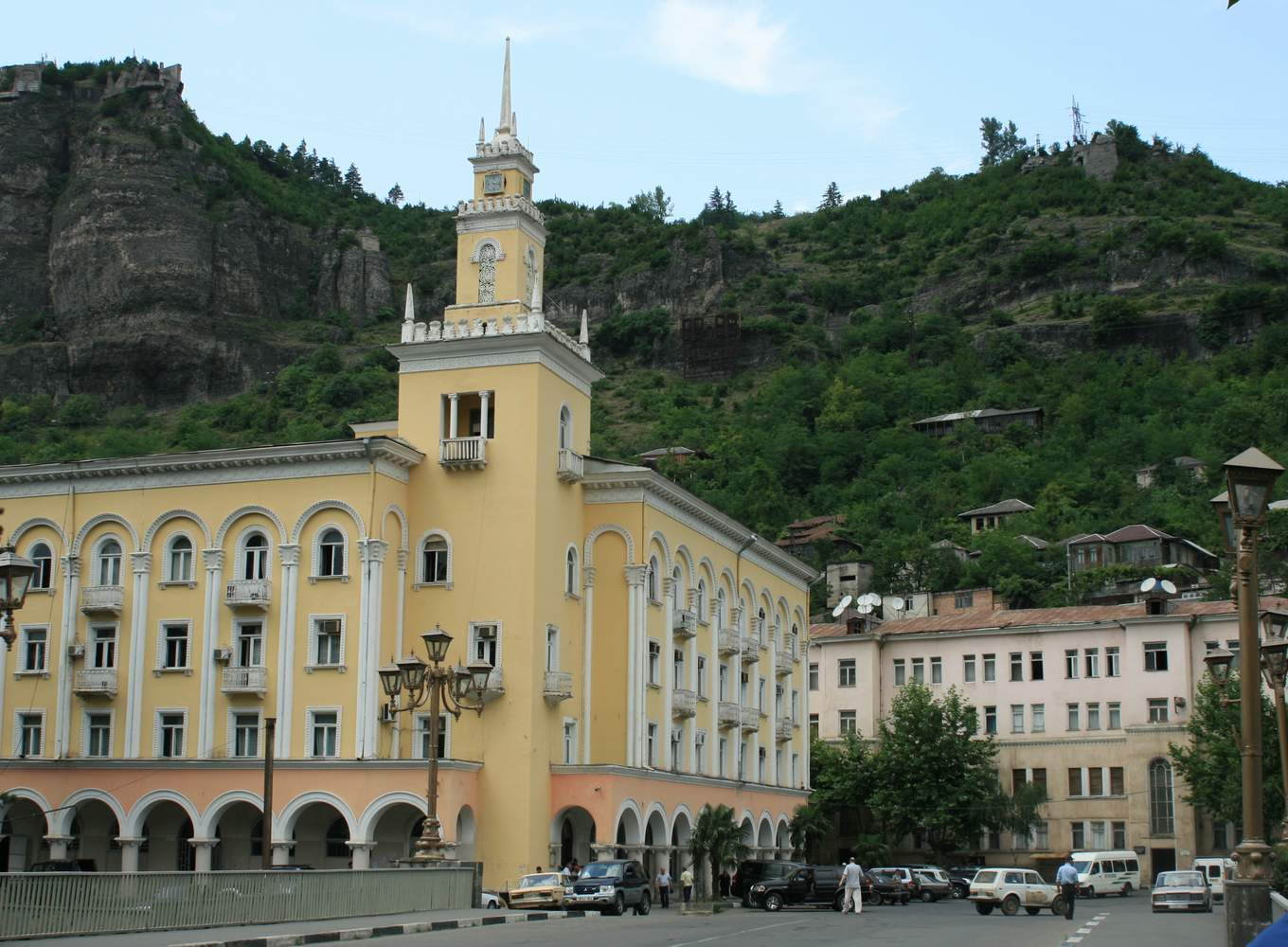
Ayuntamiento de Chiatura
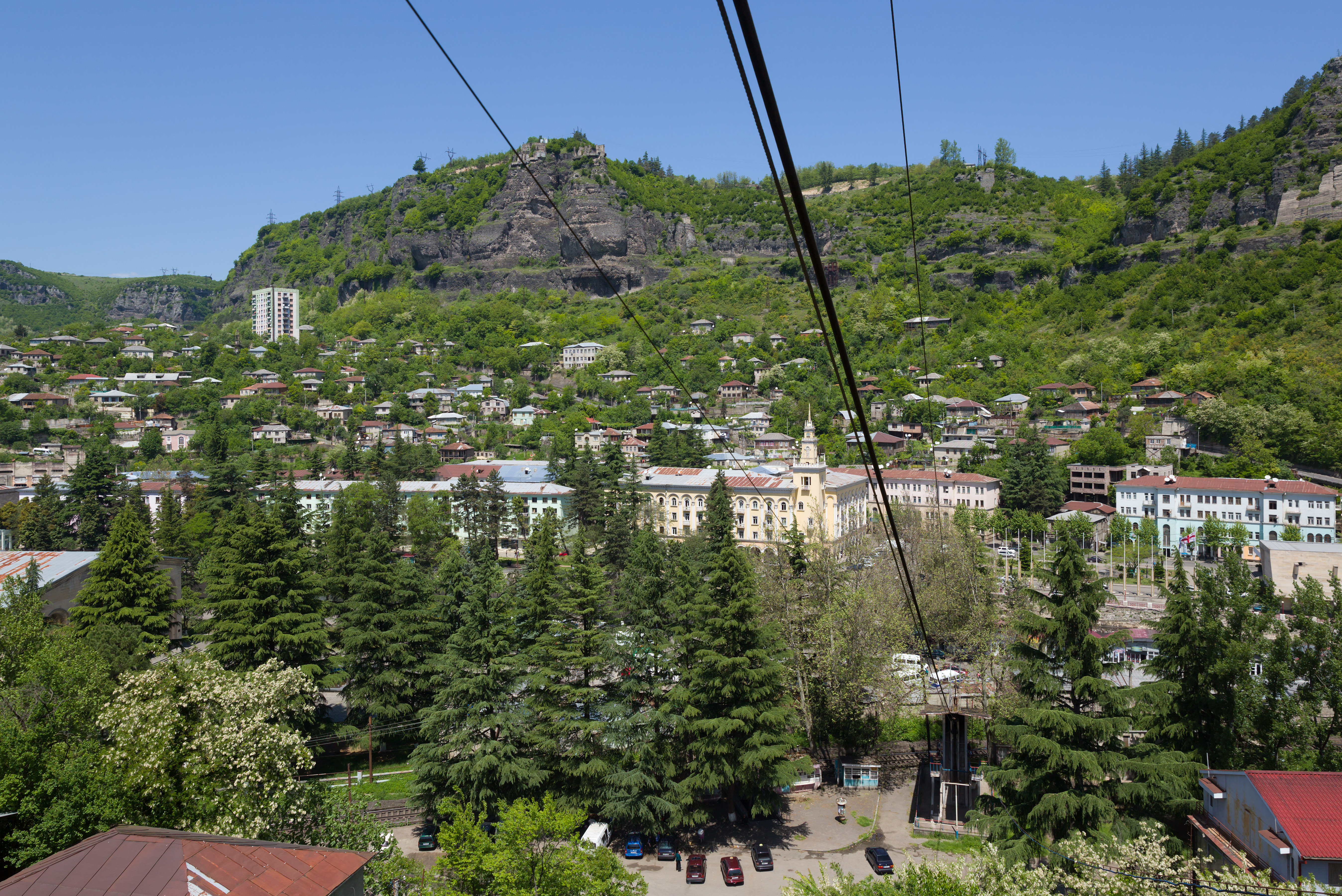
Teleférico de Chiatura
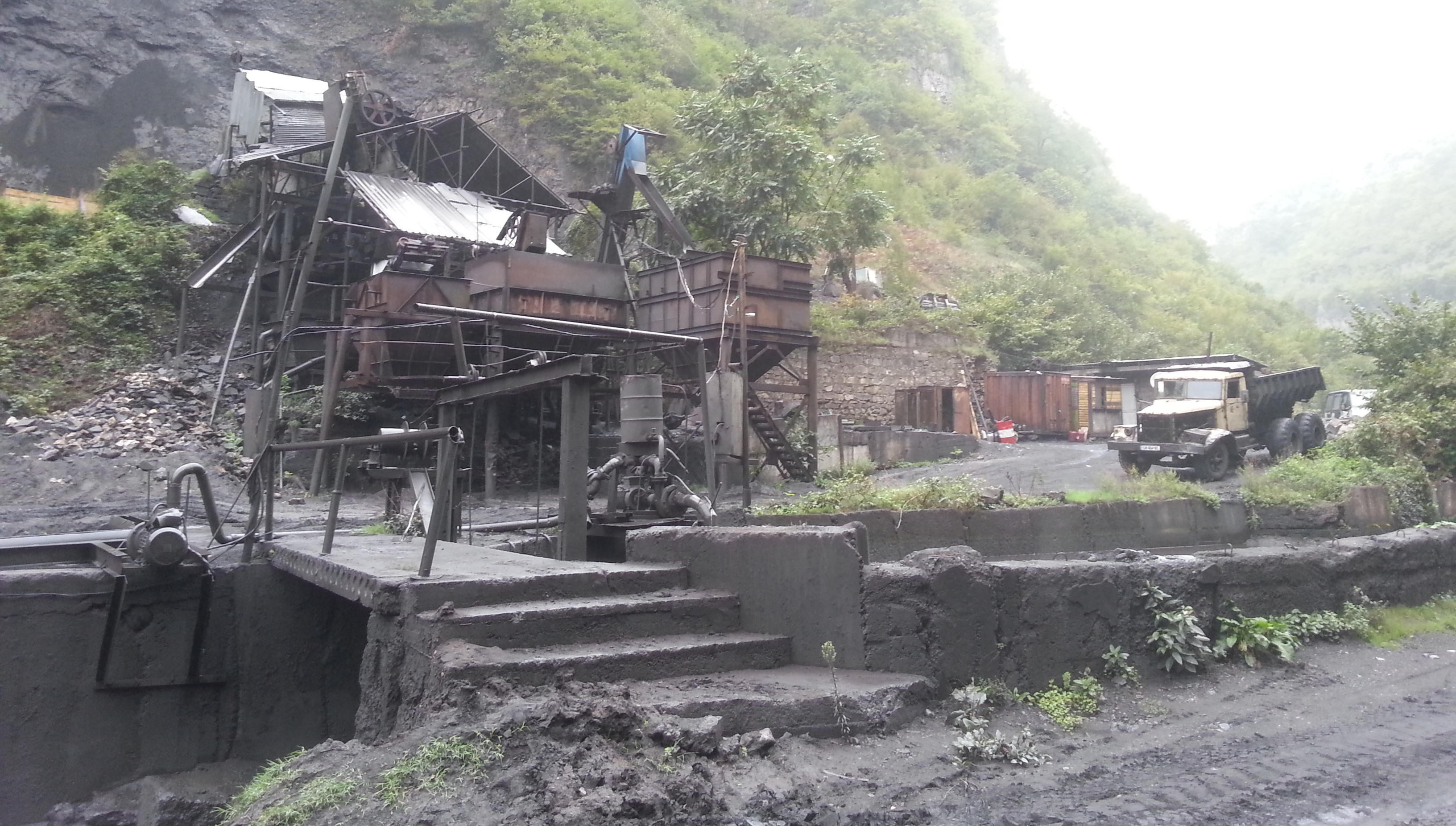
Minas de Chiatura

## Ciudades hermanadas
Chiatura está hermanada con las siguientes ciudades:
- Keila, Estonia.
- Sigulda, Letonia.
- Birštonas, Lituania.
- Murgul, Turquía.
- Níkopol, Ucrania.